# 王庭 (順治進士)
王庭（？—？），字言遠，一字邁人，浙江嘉興府嘉興縣（今浙江省嘉興市）人，清朝政治人物、進士出身。

## 生平
明崇禎九年（1636年）舉丙子科浙江鄉試。清順治六年（1649年）登己丑科進士，授廣東廣州府知府。順治十一年（1654年），任廣東鄉試同考官。順治十二年，任廣西按察使司副使、分巡府江兵備道。顺治十四年，任四川布政使司參政、川北道。顺治十六年，任四川按察使。顺治十六年，任江西布政使司右布政使。康熙五年，任山西布政使司右布政使。有從兄王翃。

## 佚事
《清稗類鈔》載其為人剛直，不事逢迎，因此早年所任官職都為偏遠之地。